# Levon Vincent
Levon Vincent est un compositeur et producteur de musique électronique américain. Né à Houston au Texas, il s'installe en 1983 sur la côte est des États-Unis où il se plonge dans l'univers de la musique techno et apprendra à construire un style propre à ses compositions, connues pour être élaborées à l'aide du nombre d'or.

## Biographie
Levon nait à Houston au Texas. Il y vit initialement avec sa famille, se remettant d'un accident affectant son dos et le laissant avec des problèmes de mobilité. Quittant le Texas pour New-York en 1983[réf. à confirmer], il se découvre une vocation pour un style de musique électronique particulier : la techno. Dès lors il commence à travailler pour payer ses études à l'Université d'État de New York dans laquelle il dit s'être donné les moyens nécessaires à établir une base de construction pour sa musique, cependant il ne suivra pas le chemin d'un potentiel succès public qu'on lui ouvrira car il se contraint au cours de ses travaux à produire de la musique qui lui permettra de gagner sa vie tout en restant fidèle uniquement à sa qualité et non à sa lucrativité. Cette volonté de "pureté" musicale s'ajoutant à son affection pour le nombre d'or qu'il utilise dans ses créations est prétexte pour ses plus grands admirateurs à la qualifier de parfaite. Malgré son succès dans le monde de la techno les années qui suivent ses études, il dit toujours et avec fierté habiter à New York.

## Carrière musicale
Levon Vincent fonde en 2002 son propre label, More Music NY sur lequel il sort la même année son premier EP de 4 morceaux sur vinyle, No More Heros puis cinq autres toujours de sa composition entre 2003 et 2005, dont Thrill Of Love en 2004 qu'il sortira également sur CD sous le nom de Pop Culture[réf. à confirmer]. Le label disparait en 2006 puis Levon fonde en 2008 le label Novel Sound sur lequel il sort l'EP These Games, dont le second morceau, Don't Answer The Phone est produit par Jus-Ed. Toujours en 2008, il fonde avec l'artiste américain Anthony Parasole le sous-label de Novel Sound, Deconstruct Music[réf. à confirmer] sur lequel il sort premièrement 2 EPs de sa création : Invisible Bitchslap EP et Solemn Days EP, respectivement en 2008 et 2009. Toujours en 2009, il signe un nouveau morceau qu'il nomme Late Night Jam aux côtés de 24 Hours produit par Steffi sur la deuxième partie de la seconde compilation du Panorama Bar, boite de nuit emblématique de Berlin située au sein du Berghain, club mondialement connu dans le milieu de la musique techno, sur le label de celui-ci nommé Ostgut Ton[réf. à confirmer]. La même année, le site web Resident Advisor qui s'adresse à un public averti en musique électronique le charge de produire son 158e podcast, puis Jus-Ed gérant le label Underground Quality signe avec lui pour produire le second morceau de sa sortie Minimal Soul Part 2[réf. à confirmer]. Il sort également Party People Clap de DJ Qu en 2009 et Earth Calls de Joey Anderson en 2012 sur Deconstruct Music. Grâce à son succès, il signe en 2012 avec le très prestigieux label londonien Fabric issu du club du même nom pour mixer sa 63e compilation sur laquelle se trouvent 7 morceaux de sa création sur 15, aux côtés d'autres artistes dont ses compagnons Jus-Ed et Anthony Parasole[réf. à confirmer]. Toujours propriétaire du label Novel Sound, il y compte aujourd'hui 9 sorties[réf. à confirmer] avec toujours la même exigence de qualité artistique pour sa musique.

## Discographie partielle
Singles et EPs :
- No More Heros (2002, More Music NY)
- Complicated People (2003, More Music NY)
- The Thrill Of Love (2004, More Music NY)
- Love Technique (2005, More Music NY)
- Emit / Memory (2005, More Music NY)
- These Games EP, avec DJ Jus-Ed (2008, Novel Sound)
- Invisible Bitchslap EP (2008, Deconstruct Music)
- Panorama Bar 02 | Part II, avec Steffi (2009, Ostgut Ton)
- Double Jointed Sex Freak (2009, Novel Sound)
- The Medium Is The Message (2009, Novel Sound)
- Minimal Soul Part 2, avec DJ Jus-Ed (2009, Underground Quality)
- Solemn Days EP (2009, Deconstruct Music)
- Man Or Mistress (2011, Novel Sound)
- Impression Of A Rainstorm (2011, Novel Sound)
- Stereo Systems (2012, Novel Sound)
- Rainstorm II (2013, Novel Sound)

Compilations mixées :
- RA.158 (2009, Resident Advisor)
- Nippon Exclusive / Disk Union Recorded Lived @ Club Eleven (2010, pas de label)
- mnml ssgs mx46 (2012, mnml ssgs)
- Fabric 63 (2012, Fabric)
- LWE Podcast 149 (2013, Little White Earbuds)